# Ecdysozoa
Gli Ecdysozoa Aguinaldo et al., 1997 sono uno dei due maggiori cladi degli animali protostomi (con i Lophotrochozoa). Il clade è supportato e basato su dati molecolari; evidenze molecolari, infatti, risultano dagli studi dell'evoluzione di geni 18S di RNA ribosomale (rRNA). Un grosso studio del 2008 di Dunn et al. conferma questo gruppo naturale e ciò supporta la monofilia dei phyla compresi in questo clade. Il nome deriva dal fatto che questi animali (non tutti) compiono ecdisi (conosciuta anche come muta).
Questo clade raggruppa animali che appartenevano a diverse (obsolete) suddivisioni tassonomiche: alcuni phyla erano parte dei Celomati ed altri degli Pseudocelomati.

## Classificazione
- Phylum Kinorhyncha (Chinorinchi)
- Phylum Priapulida (Priapulidi)
- Phylum Nematoda (Nematodi o Vermi cilindrici)
  - Secernentea o Phasmidia (Fasmidari)
  - Adenophorea o Aphasmidia (Afasmidari)
- Phylum Lobopodia (Lobopodi)
- Phylum Nematomorpha (Nematomorfi)
  - Nectonematoida (Nectonematoidi)
  - Gordioida (Gordioidi)
- Phylum Loricifera (Loriciferi)
- Phylum Arthropoda (Artropodi)
  - Subphylum Trilobitomorpha (Trilobiti) †
  - Subphylum Chelicerata (Chelicerati)
    - Merostomata (Merostomi)
    - Pycnogonida (Picnogonidi)
    - Arachnida (Aracnidi)

  - Subphylum Myriapoda (Miriapodi)
    - Diplopoda (Diplopodi)
    - Chilopoda (Chilopodi)
    - Symphyla (Sinfili)
    - Pauropoda (Pauropodi)

  - Subphylum Hexapoda (Esapodi)
    - Entognatha (Entognati)
      - Collembola (Collemboli)
      - Protura (Proturi)
      - Diplura (Dipluri)

    - Insecta (Insetti)

  - Subphylum Crustacea (Crostacei)
    - Branchiopoda (Branchiopodi)
    - Remipedia (Remipedi)
    - Cephalocarida (Cefalocaridi)
    - Maxillopoda (Maxillopodi)
    - Ostracoda (Ostracodi)
    - Malacostraca (Malacostraci)
- Phylum Tardigrada (Tardigradi)
  - Heterotardigrada (Heterotardigradi)
  - Mesotardigrada (Mesotardigradi)
  - Eutardigrada (Eutardigradi)
- Phylum Onychophora (Onicofori)